# Harmadik római–illír háború
A harmadik római–illír háború vagy informális szóhasználatban harmadik illíriai háború a Római Köztársaság és az Illír Királyság közötti, i. e. 229-től i. e. 168-ig húzódó, az Illír Királyság római fennhatóság alá kerülésével záruló háborúk harmadik, egyben utolsó összecsapása volt i. e. 168 januárjától februárjáig. A harmadik római–makedón háború illíriai hadszíntereként is értelmezhető konfliktusban a nagy túlerőben lévő, Lucius Anicius Gallus vezette római sereg egy hónapon belül felmorzsolta Genthiosz katonai erejét, az uralkodót és családját Itáliába deportálta, az Illír Királyságot felszámolta, egykori területét pedig római protektorátus alá vonta.
A Balkán-félszigeti hídfőállásait az i. e. 229–228-ban megvívott első római–illír háborúban kiépítő Róma az elkövetkező évtizedekben győztes háborúk során át igyekezett pozícióit megszilárdítani, befolyását megerősíteni, a római szenátus által diktált békék pedig hozzájárultak a hellén városszövetségek, Makedónia, Epirusz és Illíria közötti katonai és hatalmi egyensúlyhoz. Az Illír Királyság uralkodói – Szkerdilaidasz és III. Pleuratosz – az i. e. 210-es évektől Róma feltétlen szövetségeseinek számítottak, utódjuk, Genthiosz király azonban igyekezett megszabadulni Róma védnökségétől. A térség legnagyobb hatalma, Makedónia a nyugtalan Perszeusz i. e. 179-es trónra kerülése után a Róma-ellenes szervezkedés élére állt, és i. e. 171-ben kitört a harmadik római–makedón háború. Noha a konfliktus első éveiben Rómának leginkább katonai kudarcokkal kellett szembesülnie, a makedónokkal szövetséges illír Genthiosz mégsem lépett be a háborúba. Erre csak azután volt hajlandó, amikor i. e. 169/168 fordulóján Perszeusz 300 talentumnyi ezüstöt ajánlott fel számára. Genthiosz fegyvert fogott Róma ellen, és megindította Basszania ostromát, flottájával pedig az epidamnoszi partokat támadta. A rómaiak Anicius Gallus praetor vezetésével az illír flottát csakhamar visszavonulásra késztették, Basszaniát pedig felmentették az ostrom alól. Miután az illír városok és koinonok nagy része Róma mellé állt, Genthiosz Szkodra erődítésébe szorult vissza, és itt került a rómaiak kezére. A gyors lefolyású háború következtében az i. e. 5. század óta fennálló Illír Királyság megszűnt létezni, területe római protektorátus alá került.

## Története

### Előzményei

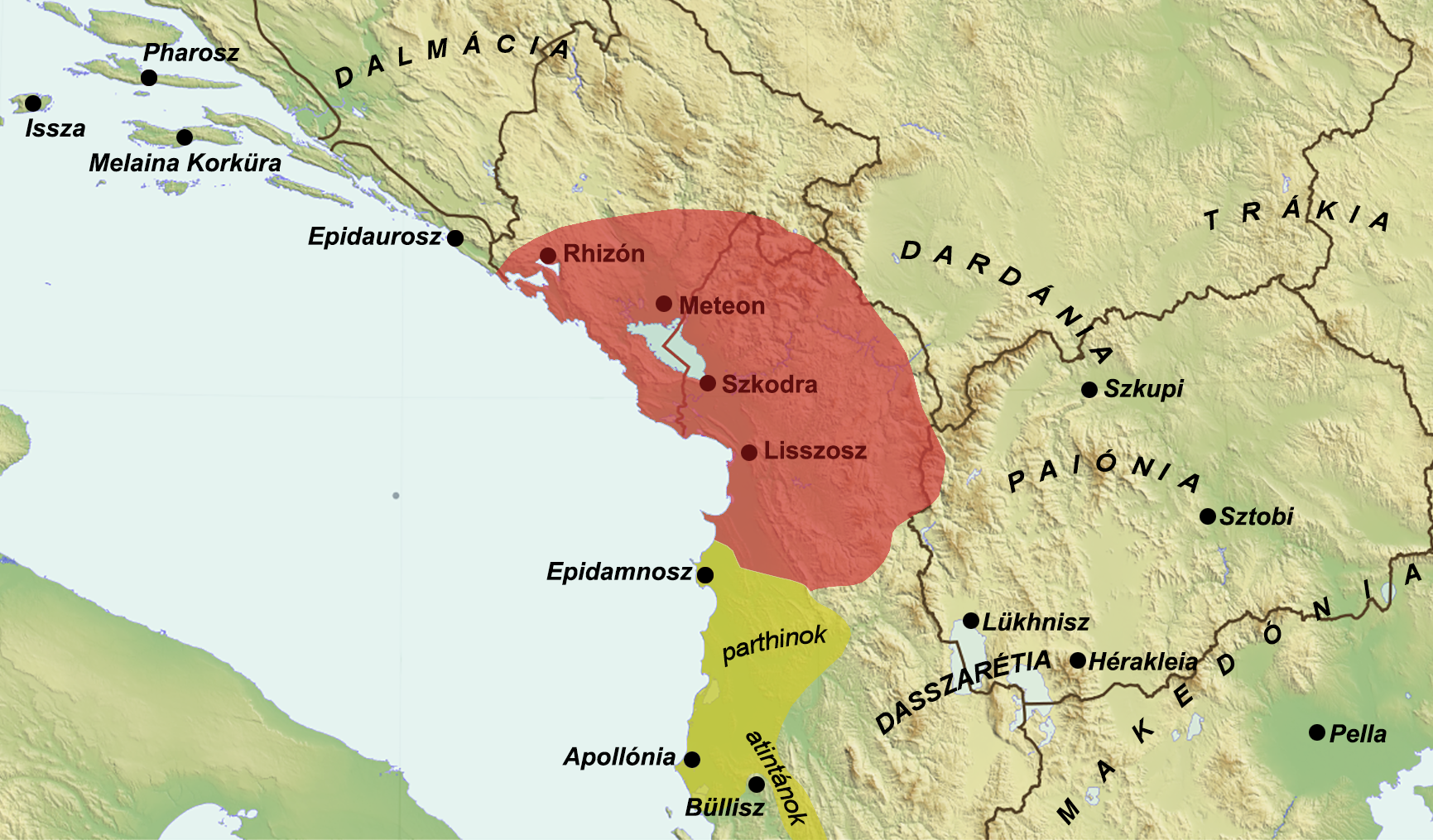
Az Illír Királyság (piros) és a római protektorátus (sárga) feltételezett területe az első római–illír háború végén, (a mai országhatárok jelölésével)

Az i. e. 3. század közepén az Illír Királyságban hatalomra került ardiata uralkodók, Agrón és Teuta ütőképes katonai hatalommá tették országukat, jól szervezett kalóztámadásaik pedig a görög és a római hajósok számára egyaránt nagy veszélyt jelentettek. Róma i. e. 229-ben megindította első győztes háborúját az illírek ellen, amelynek következményeként i. e. 228-ban megvetette a lábát Illíriában, ahol megszervezte az első, római protektorátus alatt álló területeket. Az Illír Királyság régense, Pharoszi Démétriosz azonban nem szakított elődei kalandor politikájával, és kiprovokálta az i. e. 219. évi második római–illír háborút, amelynek következtében az Illír Királyság meggyengült. Róma figyelme ezt követően Makedónia megregulázása felé fordult, és az első (i. e. 214–205), majd a második római–makedón háború (i. e. 200–197) meggyengítette V. Philipposz makedón király hatalmát és katonai ütőképességét.
Míg a korábbi illír királyok, Szkerdilaidasz és III. Pleuratosz uralkodását Róma-hűségük határozta meg, az i. e. 188/181 között trónra kerülő Genthiosz politikáját a Római Köztársaságtól való függetlenedési törekvések jellemezték. Az illírek felelevenítették a kalózkodás hagyományait és az i. e. 180-as évek végétől veszélyt jelentettek a Hydruntumi-szorosban hajózó rómaiakra. Genthiosz kétszázhetven hajóból álló flottát építtetett és a korábbiaknál nagyobb hadsereget szervezett. Az i. e. 180-as évektől a béke mind törékenyebb lett a Balkán-félszigeten, egymást érték a régiót benépesítő népek kisebb konfliktusai. A római szenátus előtt megforduló külföldi követek beszámolóiból egyre nyilvánvalóbbá vált, hogy a Perszeusz király irányította Makedónia egy újabb Róma-ellenes katonai terv élére állt, és ebben szövetségeseként számíthatott Genthiosz illír királyra. A Római Köztársaság i. e. 172-re a háború mellett határozta el magát. Követeket menesztettek a térség uralkodóihoz, de Genthiosztól eredmény nélkül tért haza a küldöttség: az illír király nem garantálta semlegességét egy esetleges háborúban, de a katonai konfliktusba bonyolódástól is ódzkodni látszott. Ezzel párhuzamosan ugyanazon év őszén egy légiót hajóztak át Illíriába, hogy előkészítsék a terepet a következő év elején érkező főseregnek. Az előőrs – az illír királytól háborítatlanul – felvonulási területként biztosította a déli illír határvidéket és Dasszarétiát, majd a fősereg érkezése után, i. e. 171 tavaszán kitört a harmadik római–makedón háború. A thesszáliai, penesztiai és más hadszíntéren folyó háborúban eleinte csupán óvatos hadmozgások történtek, a két fősereg összecsapására nem került sor. A két ellenséges tábor erőviszonyai meglehetősen kiegyensúlyozottak voltak: Perszeusz serege 43 ezer, a velük szemben álló rómaiaké pedig 40 ezer harcost számlált, így mindkét félnek elsőrendű érdeke volt, hogy szövetségesek után nézve duzzasszák fel katonai erejüket.
Erre i. e. 170-ben sor is került, amikor az addig Rómához hű Epiróta Szövetség kettészakadt, és a molosszok a makedónok oldalára álltak. Az illír király, Genthiosz egyre nyugtalanabbul szemlélte a fejleményeket, de továbbra sem lépett be a háborúba, sőt, római csapatokat engedett átvonulni országán. Perszeusz, hogy a maga számára kedvezően alakítsa az erőviszonyokat, i. e. 170 végén lerohanta Penesztiát, majd követeket menesztett az illír udvarba. Genthiosz azonban világossá tette, hogy az Illír Királyság csak abban az esetben veszi fel a fegyveres harcot Rómával szemben, amennyiben a makedón király ezt megfelelően javadalmazza. A makedón uralkodó erre nem volt hajlandó, de a hadi szerencse így is mellé állt: i. e. 169 folyamán Róma sorozatos kudarcokat szenvedett el a háborúban.

### Kitörése
A római–makedón háború ez idáig ha súlyos emberáldozatot nem is, de komoly presztízsveszteséget hozott Rómának. Penesztiában és Epiruszban katonai kudarcot szenvedtek az eseményeket irányító makedónok ellen, és thesszáliai földön is az ellenség számára kedvezően alakult a helyzet. Az i. e. 168-as új év azonban Aemilius Paullus consulságát hozta el, aki jelentős katonai pályát tudhatott maga mögött: az előző évtizedekben sikeresen harcolt Rómáért a luzitánok és a liguriai törzsek ellen. Érkezése után azonnal leváltotta a kudarcot kudarcra halmozó Appius Claudiust, és Lucius Anicius Gallus praetort nevezte ki a Dasszarétiában állomásozó római seregtest parancsnokává.
Aemilius Paullus érkezése nyugtalansággal töltötte el Perszeuszt, aki végül hajlandónak mutatkozott arra, hogy a Genthiosz király által i. e. 169 nyara óta a háborúba való belépése ellenértékeként követelt 300 talentum (kb. 780 kg) ezüstöt kifizesse. Küldöttét, legfőbb tanácsadóinak egyikét, Pantaukhoszt Meteonban fogadta az illír király, ahol sor is került a szövetség megkötésére. Ezt követően az illír király küldöttsége – tagjai bizonyos Olümpion, Parmenion és Morkhosz voltak – a makedóniai Dionba utazott, hogy ott is megerősítsék a szövetséget. Az eskütételi ceremóniára a felsorakozott lovasság előtt került sor, hogy ezzel is emeljék az aktus jelentőségét és a csapatok harci kedvét. Perszeusz végül átadta a 300 talentum ezüstöt az illír küldötteknek, azonban azt ajánlotta nekik, hogy nagy részét lepecsételve, fegyveres őrizetben küldjék el az illír királynak. A fennmaradt 10 talentumnyi ezüsttel a makedón követ, Pantaukhosz sietett előre, és vitte el Genthiosz királyhoz. Genthiosznak ennyi is elég volt, azonnal fogságba vetette az udvarában tartózkodó két római követet, ezzel háborúba lépett Róma ellen. Amint ezt Perszeusz hírül vette, a lepecsételt 290 talentumot kísérő alakulatot visszarendelte, és a pellai kincstárban helyeztette el. Titus Livius maliciózus kommentárjában azt írta, hogy Perszeusz nagy gondot fordított arra, hogy veresége esetén a rómaiak minél nagyobb gazdagságra leljenek a kincstárában – és ez így is történt: a háború lezárultával a rómaiak érintetlenül találták meg az illírek lepecsételt ezüstjét. Időközben Genthiosz két követe, Parmenion és Morkhosz elutaztak Rodosz szigetére is, hogy a Róma-ellenes szövetséghez csatlakozó sziget aktusán képviseljék az illír királyt.

### Háborús cselekmények

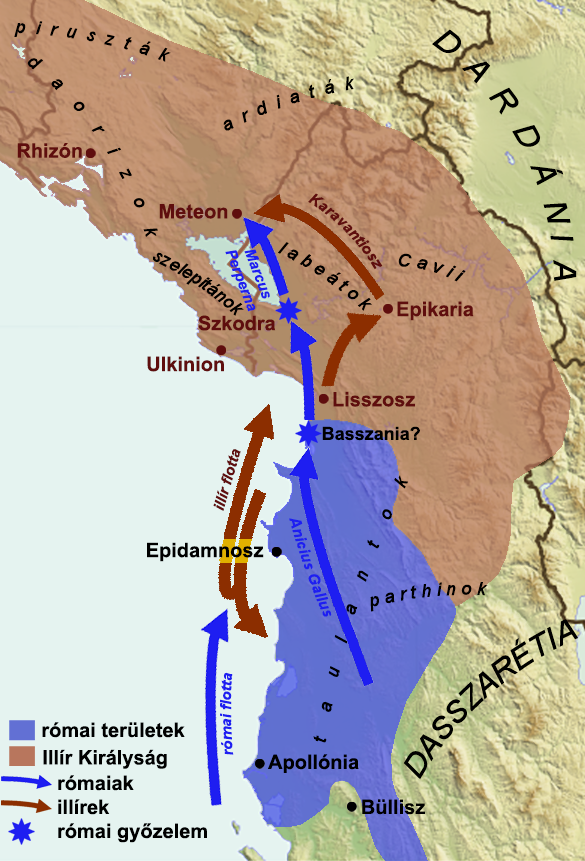
A harmadik római–illír háború hadmozgásai a főbb korabeli települések és törzsek, valamint a mai országhatárok ábrázolásával

A fejlemények természetesen nem kerülték el a rómaiak figyelmét, hiszen csapataik az Illír Királyság közvetlen szomszédságából, Dasszarétiából, Epidamnoszból és Apollóniából követhették az eseményeket. A rómaiak már i. e. 170-től 15 ezer katonát állomásoztattak az Illír Királysággal szomszédos területeken, i. e. 168 elejére pedig az Appius Claudiust leváltó Lucius Anicius Gallus praetor vezette erők létszáma csaknem megduplázódott. Genthiosz a maga 15 ezres hadseregével csak a meglepetés erejével érhetett el katonai eredményeket, azonban a Drilón völgyében váratlanul fellázadt a forrásokban Cavii néven említett törzs. Genthiosz féltestvérét, Karavantioszt ezer gyalogos és ötven lovas élén a lázadók ellen küldte. Székhelyüket, Epikariát Karavantiosz azonnal elfoglalta, de később a felkelők sikeresen támadták meg a környéket dúló királyi sereget.
Időközben Genthiosz figyelmét a déli országhatár, a római protektorátus felé fordította, és megindította a rómaiak kezén lévő Basszania ostromát. Az erődítés Titus Livius szerint mindössze 5 mérföldre délre feküdt Lisszosztól, de helyét mindmáig nem sikerült beazonosítani. Egyes feltételezések szerint az Ardaxosz (a mai Mat) folyó torkolatvidékén helyezkedett el. Ezzel párhuzamosan az illír flotta nyolcvan hajója az epidamnoszi és apollóniai partokat támadta. Anicius Gallus az Aulóni-öbölben horgonyzó római flottával visszavonulásra késztette az illír lemboszokat, majd a Genuszosz völgyébe sietett. Itt gyülekezett a római sereg, amelybe a leváltott Appius Claudius még az előző évben Epidamnoszból, Apollóniából és Bülliszből további harcosokat toborzott. Anicius Gallus érkezése után az illírekhez tartozó parthinok, Epikadosz vezetésével kétezer gyalogos, Algalszosszal az élen pedig kétszáz lovas csatlakozott a római hadhoz. Anicius a sereg élén megindult Basszania felé, hogy felmentse az ostromlott várost.
Ezen a ponton a háborúról beszámoló Titus Livius leírása töredékes, nem érthető, pontosan mi történt. Annyi bizonyos, hogy rövid időn belül drámai fordulatot vett a helyzet. Lisszosz, Ulkinion és Rhizón városai átálltak a rómaiak oldalára, Genthiosz pedig serege egy részét magára hagyva északra menekült. A rómaiak meg sem álltak Szkodráig, amelynek falai közé Genthiosz bevetette magát, és amely Titus Livius szerint a labeátok vidékének legjelentősebb erődítése volt. Anicius Gallus tábort vert a falak alatt, Genthiosz azonban ahelyett, hogy a védelemre rendezkedett volna be, váratlanul kitört a szkodrai erődből és vakmerően nyílt harcban csapott össze a túlerőben lévő római sereggel. Végül azonban nem tudtak ellenállni a rómaiak nyomásának és visszavonultak, de a szűk városkapunál a nyomukban lévő rómaiak kétszáz illírt vágtak le. Genthiosz Szkodra falai közé szorult, de arra számított, hogy az északon csatározó féltestvére, Karavantiosz a felmentésére siet. Hogy erről megbizonyosodjék, Bellosz és Teutikosz nevű tanácsadóit a római táborba küldte azzal, hogy háromnapos tűzszünetért folyamodjanak. Anicius a tűzszünetet ki is hirdette, így Genthiosz elhagyhatta a várost, és a Labeátiszi-tavon keresztül Meteonba hajózott. Ott Karavantiosszal találkozott, akit azzal bízott meg, hogy a daorszok közül felmentő sereget toborozzon. Karavantiosz ugyan valóban felfegyverezte a daorszokat, ám azok átálltak a rómaiakhoz, és Karavantiosz Meteonba szorult vissza. Genthiosz még a tűzszünet letelte előtt visszatért Szkodrába, és személyes találkozót kért a római praetortól. Nem világos, hogy ezzel pontosan mi volt a célja, a megadását készítette-e elő vagy Karavantiosz reménybeli felmentéséig az időt akarta húzni, mindenesetre a Szkodrában sorra került baráti lakoma rosszul sült el: a praetor elfogatta és Gaius Cassius tribunus gondjaira bízta az illír királyt, a várost pedig elfoglalta. A korábban Genthiosz által fogságba vetett római követeket kiszabadították, és egyiküket, Marcus Perpernát egy csapat élén Meteonba küldték, ahol a királyi család többi tagja húzta meg magát. Genthiosz felesége, Etuta, két fia, Szkerdilaidasz és Platór, valamint féltestvére, Karavantiosz fogságba került. Később Genthiosszal és több más illír vezetővel együtt mindannyiukat Rómába szállították.

### Lezárása
A harmadik római–illír háború harminc napon belül véget ért. Titus Livius ezt úgy kommentálta, hogy ez volt Róma első olyan háborúja, amely előbb véget ért, mint ahogy a háború kitörésének híre eljutott volna Rómába. Rómában háromnapos közös imával ünnepelték az illírek feletti győzelmet. Eközben Anicius praetor az illír kincstárban talált nemesfémet és pénzt, ahogy a királyi palota bútorzatát és a hadi zászlókat is Rómába küldette. Hadi zsákmányuk lett emellett a 220 hajót számláló illír flotta is, amelyet a szenátus későbbi döntése értelmében Kerküra, Epidamnosz és Apollónia városai között osztottak szét.
A római szenátus öt megbízottjából álló küldöttség i. e. 168/167 telén juttatta el a Szkodrában tartózkodó Anicius Gallusnak a békefeltételeket, amelyek kihirdetésére a háború által érintett illíriai területek vezetői is a városba siettek. A római szenátus és népgyűlés által jóváhagyott békeszerződés alapgondolata az illírek szabadságának garantálása volt, egyúttal meghagyta a római helyőrségek felszámolását az illíriai városokban és erődítésekben. Emellett a béke arról is rendelkezett, hogy a háborúban a rómaiak mellé álló illír törzsek, koinonok és városok – azaz Issza és a szigettel szemközti partvidék koinonja, Rhizón és Ulkinion, a daorszok, a piruszták és a taulantok – teljes adómentességben részesüljenek. Emellett a szkodraiak, az északi dasszaréták (vagy dasszarének), a szelepitánok és más illír törzsek a korábban az illír királynak járó adónak csupán a felét voltak kötelesek megfizetni Rómának. Bár a rendelkezések látszólag a Római Köztársaság békevágyáról és nagyvonalúságáról tanúskodtak, valójában protektorátusuk alá helyezték a legyőzött Illír Királyságot, amelynek területét három részre osztották. Titus Livius csak érintőlegesen említi e három régiót, ezért földrajzi behatárolásuk nehézségekbe ütközik. Csak annyi bizonyos, hogy ezek egyike a labeátoknak a Szkodrától a dardán határvidékig húzódó szállásterülete lett. A másik két régiót a történészek akképpen rekonstruálták, hogy egyikük a labeátoktól észak-északnyugatra, Rhizóntól Ulkinionig húzódott és elsősorban daorszok lakták, a másik pedig feltehetően a Róma által már korábban meghódított dél-illíriai területekkel határos Lisszosz és környéke lehetett. A korabeli forrásdokumentumok értelmezése szerint a hagyományosan illír Atintániát Makedónia negyedik régiójához, Eordaiához csatolták. Anicius ezután Gaius Licinius Crassust a Rhizón és Ulkinion közötti terület, Aulus Gabiniust pedig Szkodra vidékének katonai parancsnokságával bízta meg. Ezt a fent vázolt hármas felosztást igazolják a korabeli pénzleletek is: délről észak felé haladva a lisszosziak, a labeátok és a daorszok mind saját bronzpénzzel rendelkeztek az i. e. 2. század közepén.
Az illírek felett aratott győzelem megünneplésére Anicius Gallus praetor hazatérése után, i. e. 167 februárjában került Rómában. A diadalmenetben a praetort szállító kocsi előtt bandukolt a legyőzött illír király, Genthiosz, családja és udvarának fő előkelőségei. Felvonultatták az illírek hadi jelvényeit, a királyi udvar bútorait, valamint a kincstár kincseit: 27 font aranyat, 19 font ezüstöt, 13 ezer dénárt és 120 ezer illír drachmát. Az illíriai háborúból 20 millió sestercius értékű hadi zsákmány került a római kincstárba. Az illírek elleni hadjáratban részt vevő római polgárok és szövetséges harcosok fejenként 45 dénár jutalomban részesültek. Az illír királyi családot végül Iguviumba deportálták, Genthiosz ott fejezte be életét.

### Következményei
Az illírek felett aratott győzelmet követően, i. e. 168 júniusában a püdnai csatával a harmadik római–makedón háború is véget ért. Makedónia az Illír Királysághoz hasonló sorsra jutott: a négy körzetre osztott ország önálló állami léte megszűnt, Perszeusz pedig római fogságban fejezte be életét. A háborúban a makedónok mellé állt Epiróta Szövetség ellen az illíreket legyőző Róma kegyetlen büntetőhadjáratot indított: hetven várost tettek a földdel egyenlővé, 150 ezer epirótát rabszolgasorba vetettek. Az i. e. 168-as évvel tehát az előző évszázadokban a balkáni politikát meghatározó három hatalom, Makedónia, Epirusz és Illíria mindegyikét egy csapásra megsemmisítették. Az i. e. 171–168-as háborúk átrajzolták a Balkán politikai térképét, a római uralom megszilárdult az Adriai-tenger keleti oldalán. Nem véletlen, hogy a kortárs Polübiosz az i. e. 168-as évben jelölte meg a Római Birodalom megszületését.
Ami Illíriát, az egykori Illír Királyság római protektorátus alá kerülő területét illeti, a következő évtizedek lényegében eseménytelenül teltek. A források csak szórványosan említik Dél-Illíriát, a régészeti ásatások során előkerült, egyébként ismeretlen Ballaiosz „királyhoz” köthető nagy mennyiségű éremkincs békés, fejlődést hozó időszakot jelez. Bár ekkor még nem alakították provinciává a meghódított részeket, a római közgondolkodásban voltaképpen ekkor született meg Illyricum koncepciója: a dalmaták, japodok, liburnok, hisztrónok stb. később elhódított területeit a földrajzi gondolkodásban Illyricumhoz sorolták. Amikor i. e. 27-ben ezekből a területekből ténylegesen is megalapították Illyricum provinciát, az Illíria tájnév már az eredeti etnikai tartalomtól elszakadva közigazgatási és földrajzi fogalommá lett.